# Médaille du Courage (Serbie)
La Médaille du Courage est une décoration militaire serbe. Elle a été instituée le 15 août 1943.